# Corus collaris
Corus collaris är en skalbaggsart som först beskrevs av Louis Alexandre Auguste Chevrolat 1856.  Corus collaris ingår i släktet Corus och familjen långhorningar.
Artens utbredningsområde är:
- Angola.
- Kenya.
- Liberia.
- Sierra Leone.
- Togo.
- Zimbabwe.

Inga underarter finns listade i Catalogue of Life.